# Yagou
Ne doit pas être confondu avec Yagō.
Yagou est une commune rurale située dans le département de Yamba de la province du Gourma dans la région de l'Est au Burkina Faso.

## Géographie
Yagou est situé à 7,5 km au Sud de Yamba, le chef-lieu du département.

## Santé et éducation
Le centre de soins le plus proche de Yagou est le centre de santé et de promotion sociale (CSPS) de Yamba.